# Iglesia Colegiata de Santa María (Orgaña)
La iglesia colegiata de Santa María, o simplemente Santa María de Orgaña, es una iglesia románica situada en el núcleo de Orgaña, documentada por primera vez el año 993.
Santa María de Orgaña es conocida especialmente por haber sido el lugar donde se encontró el texto de las Homilías de Organyà que son consideradas uno de los documentos literarios más antiguos escritos en lengua catalana.

## Historia
La primera constancia documental de esta iglesia data del año 993. Posteriormente y tras un gran incendio, se reconstruyó y consagró de nuevo el año 1057. El año 1090 consta la consagración como canónica agustiniana. En el año 1855, tras la desamortización de Madoz, pasó a ser la iglesia parroquial de Orgaña.
Entre la segunda mitad del siglo XI y la primera mitad del siglo XII, la iglesia constaba de una sola nave con ábside trilobulados y un cimborrio del que se conservan la traza y restos de estilo románico visibles desde el espacio de bajo cubierta. Durante el siglo XIII se construyó un claustro adosado a la fachada sur del que todavía se pueden ver los arcos apuntados y que ocupaba el espacio de la actual plaza de la Iglesia.
Entre los siglos XIV y XV se amplió la iglesia con la construcción de la nave lateral sur mientras que la nave lateral norte, la cubierta y el campanario actual no se edificaron hasta el período de los siglos XVII-XVIII.
En 1904 el Dr. Joaquín Miret descubrió las Homilías de Organyà en los archivos parroquiales de esta iglesia.

## Descripción
Los elementos de Santa María de Orgaña que más destacan son la fachada principal o de poniente con la puerta de acceso decorada con arquivoltas, el ojo de buey decorado con los mismos motivos que la puerta, la galería de arcadas superior y el campanario de planta rectangular, así como los motivos de arcuaciones y lesenas del ábside de la fachada este.